# Biker Mice from Mars (2006)
Biker Mice from Mars is een Amerikaans/Britse animatie/sciencefictionserie uit 2006. De serie is een voortzetting van de Biker Mice from Mars-serie uit 1993. De serie telt 2 seizoenen met samen 29 afleveringen.

## Plot
Enkele jaren zijn verstreken sinds de vorig serie. Throttle, Modo en Vinnie zijn teruggekeerd naar Mars om het verzet tegen de Plutarkians voort te zetten. De Plutarks zijn echter niet meer de enige tegenstanders van de Biker Mice; een nieuw vijandig ras genaamd de Catatonians (bestaande uit katachtige aliens) heeft zijn zinnen ook op de planeet gezet. Ze willen de regenerator hebben, een machine waarmee de muizen stof en vuil kunnen omzetten in grondstoffen voor het verzet.
In het gevecht met de Catatonians wordt de enige regenerator vernietigd. De enige kans om een nieuwe te bouwen is om benodigde onderdelen van de aarde te halen. Noodgedwongen keren de drie muizen terug naar Chicago, waar oude en nieuwe vijanden hen opwachten.

## Personages

### Terugkerende personages
- De Biker Mice: het bekende trio uit de vorige serie. Qua uiterlijk en karakter zijn ze nauwelijks veranderd. Throttle is nog altijd de leider van de drie, maar zijn positie als leider is nu min of meer officieel daar hij na zijn terugkeer op Mars benoemd is tot commandant bij het verzet. Alle drie hebben ze nieuwe motoren.
- Charley (Charlene) Davidson : De Biker Mice’ menselijke handlanger. Ze heeft een nieuw kapsel en kleding in deze serie, en speelt een meer prominente rol dan in de vorige serie.
- Carbine: een lid van het Martiaanse verzet die in de vorige serie een paar keer een gastrol had. In deze serie is haar rol groter. Zo bezoekt ze een paar keer de aarde om de Biker Mice bij te staan.
- Stoker: de oprichter en oude leider van het verzet, die in de vorige serie een paar keer een gastrol had. Hij is tevens de uitvinder van de regenerator, welke voor het verzet nodig is voor de productie van water en andere grondstoffen. Hij gaat met de Biker Mice mee naar de aarde. Zijn alter-ego is Nightshift, een in zwart leer geklede motorrijder.
- Lawrence Limburger: de primaire antagonist uit de vorige serie. In de afgelopen paar jaar is hij zijn macht grotendeels kwijtgeraakt, waardoor hij nu het hulpje is geworden van de Put Baas.
- Dr. Karbunkle: Limburgers handlanger, die net als hij nu voor de Putbaas werkt.

### Nieuwe personags
- Hairball: Commandant van de Catatonians. Hij praat met een Russisch accent.
- Cataclysm: tweede bevelhebber van de Catatonians. Hij is Hairballs broer, en competenter dan hij.
- Ronaldo Rump: een corrupte aardse projectontwikkelaar die samenspant met de Catatonians. Hij heeft een eigen regenerator die hij gebruikt om zelf rijk te worden.
- Doctor Catorkian: een gestoorde wetenschapper die verantwoordelijk is voor de meeste uitvindingen van de Catatonians. Hij is erg lang en dun.

## Prijzen
In 2009 won Jim Ward een Daytime Emmy voor zijn stemwerk in de serie, met name de afleveringen Manchurian Charley en Here Come The Judge.